# ینباخ
ینباخ (به آلمانی: Jenbach) یک منطقهٔ مسکونی در اتریش است که در شواس واقع شده‌است. ینباخ ۱۵٫۲۲ کیلومتر مربع مساحت دارد ۵۶۳ متر بالاتر از سطح دریا واقع شده‌است.